# Nag Hammadi is where they found the Gnostic Gospels
Nag Hammadi is Where They Found the Gnostic Gospels es el 78vo episodio de la serie de televisión estadounidense Gilmore Girls, perteneciente a su cuarta temporada y estrenado originalmente el 10 de febrero de 2004.

## Resumen del episodio
Estancado en Stars Hollow mientras espera a que Gypsy le arregle su coche, Jess se encuentra dos veces con Rory, pero huye apenas la ve. Taylor coloca a Kirk como encargado del Festival anual de invierno del pueblo; Lane sigue a Rory hasta su casa y se queda a dormir en el sofá, pero aún no está preparada para ver a su madre. Lorelai conoce a Liz, la hermana de Luke, y ambas tienen una buena charla, pero eso no le agrada a Luke. Y mucho menos le gusta saber que Liz tiene un nuevo novio, TJ. Luke le dice a Jess para hacer algo por Liz y su novio, pero su sobrino le responde que deje de meterse en la vida de otros; Lorelai encuentra a Luke borracho en su casa, tratando de arreglar una ventana rota, y él le comenta lo que le dijo Jess, así que ella lo encara y le sorprende que él piense que todo el lío es por Rory. Lorelai y Rory asisten a un evento para poder llenar la mesa de Emily, y sorprendentemente esta le dice a su hija que finja ser pareja de Jason. Floyd, el padre de este, aparece también, y Richard se sorprende y sospecha de algo cuando no pregunta por su negocio. Finalmente, Luke dice que le parece muy bien la relación de Liz y TJ, y Jess le confiesa a Rory su amor antes de partir.

## Curiosidades
- No es un año que Jess se fue, pues él abandonó Stars Hollow cerca de la graduación de Rory (mayo), y este capítulo corresponde a febrero.

- Datos: Q6037451